# Premio Crafoord

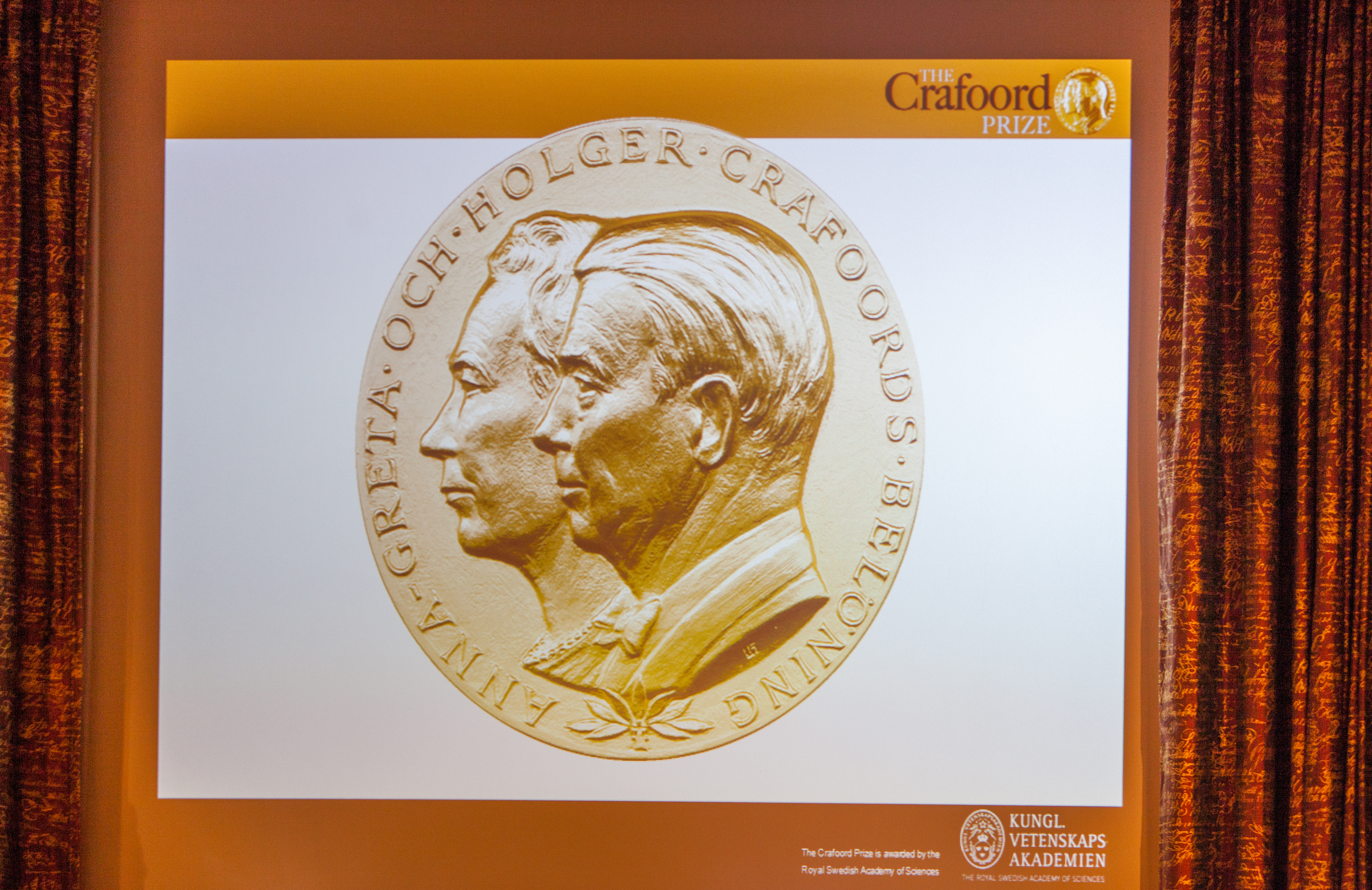
Targa del premio assegnato nel 2013

Il premio Crafoord è un premio annuale voluto da Holger Crafoord e da sua moglie Anna-Greta Crafoord nel 1980 e assegnato per la prima volta nel 1982.

## Il premio
Gestito dall'Accademia Reale Svedese delle Scienze, il premio ha lo scopo di promuovere ricerche di base a livello internazionale nei seguenti campi: astronomia, matematica, scienze geologiche, scienze biologiche (con particolare riguardo all'ecologia) e studi sulla poliartrite, di cui Holger soffrì nei suoi ultimi anni di vita. Queste discipline sono state scelte tra quelle che non vengono premiate con il Nobel.
Il premio è consegnato ogni anno dal Re di Svezia e le discipline si alternano ciclicamente, a parte quello assegnato per le ricerche sulla poliartrite, che vengono premiate solo quando la commissione decida che vi siano stati notevoli progressi nel campo. I vincitori del premio ricevono 500.000 dollari.

## Vincitori
I vincitori del premio dalla sua prima assegnazione, avvenuta nel 1982, sono stati:
- 1982 - Matematica - Vladimir Arnold e Louis Nirenberg
- 1983 - Scienze geologiche - Edward Lorenz e Henry Stommel
- 1984 - Scienze biologiche - Daniel H. Janzen
- 1985 - Astronomia - Lyman Spitzer
- 1986 - Scienze geologiche - Claude Allègre e Gerald J. Wasserburg
- 1987 - Scienze biologiche - Eugene P. Odum e Howard T. Odum
- 1988 - Matematica - Pierre Deligne e Alexander Grothendieck (rifiutato)
- 1989 - Scienze geologiche - James Van Allen
- 1990 - Scienze biologiche - Paul R. Ehrlich e Edward Osborne Wilson
- 1991 - Astronomia - Allan Sandage
- 1992 - Scienze geologiche - Adolf Seilacher
- 1993 - Scienze biologiche - W. D. Hamilton e Seymour Benzer
- 1994 - Matematica - Simon Donaldson e Shing-Tung Yau
- 1995 - Scienze geologiche - Willi Dansgaard e Nicholas John Shackleton
- 1996 - Scienze biologiche - Robert M. May
- 1997 - Astronomia - Fred Hoyle e Edwin Salpeter
- 1998 - Scienze geologiche - Don L. Anderson e Adam M. Dziewonski
- 1999 - Scienze biologiche - Ernst Mayr, John Maynard Smith e George C. Williams
- 2000 - Poliartrite - Marc Feldmann e Ravinder N. Maini
- 2001 - Matematica - Alain Connes
- 2002 - Scienze geologiche - Dan P. McKenzie
- 2003 - Scienze biologiche - Carl Woese
- 2004 - Poliartrite - Eugene C. Butcher e Timothy A. Springer
- 2005 - Astronomia - James E. Gunn, James Peebles e Martin Rees
- 2006 - Scienze geologiche - Wallace S. Broecker
- 2007 - Scienze biologiche - Robert Trivers
- 2008 - Astronomia - Rashid Alievich Sunyaev - Matematica - Maxim Kontsevich e Edward Witten
- 2009 - Poliartrite - Charles Dinarello, Tadamitsu Kishimoto e Toshio Hirano
- 2010 - Scienze geologiche - Walter Munk
- 2011 - Scienze biologiche - Ilkka Hanski
- 2012 - Astronomia - Reinhard Genzel e Andrea Mia Ghez - Matematica - Jean Bourgain e Terence Tao
- 2013 - Poliartrite - Peter K. Gregersen, Lars Klareskog e Robert J. Winchester
- 2014 - Scienze geologiche - Peter Molnar
- 2015 - Scienze biologiche - Richard Lewontin e Tomoko Ohta